# Gute Sitten
Gute Sitten ist der positive moralische Wert der Sitte. Der Begriff umfasst das Gerechtigkeits- und Anstandsgefühl aller moralisch und gerecht Denkenden (Erwachsenen) in der Gesellschaft und entspricht folglich der vorherrschenden Rechts- und Sozialmoral.

## Verwendung des Begriffs im Recht

### Deutschland
Gute Sitten ist, genau wie die im Grundgesetz für die Bundesrepublik Deutschland verwendete Formulierung Sittengesetz (Art. 2 Abs. 1), die einen Teil der sogenannten Schrankentrias definiert, ein unbestimmter Rechtsbegriff. Bereits das Reichsgericht (RG) in Leipzig definierte im April 1901 den Begriff gute Sitten nach dem „Anstandsgefühl aller billig und gerecht Denkenden“. Die guten Sitten entsprechen folglich der vorherrschenden Rechts- und Sozialmoral. Die vorgenannte Definition wurde vom Bundesgerichtshof (BGH) bestätigt.
Von der sittlichen Pflicht unterscheiden sich die guten Sitten (wie z. B. die so genannte Verkehrssitte) dadurch, dass von ihnen keine konkreten obligatorischen Leistungspflichtverhältnisse abgeleitet werden. Die guten Sitten werden zudem vom Terminus Sittlichkeit unterschieden. Letztere beschreibt lediglich eine Willensverfassung (Gesinnung) und ist allein keine in der Gesellschaft gültige Konventionalnorm. Gleichwohl finden sich in Bezug auf Rechtsgeschäfte auch in der Fachliteratur mitunter Begriffe wie „unsittliches Handeln“ oder „unsittliches Verhalten“, wenn eigentlich Handeln entgegen guter Sitten gemeint ist. Dieses wird synonym als Sittenwidrigkeit bezeichnet.
Im Zivilrecht sind sittenwidrige Rechtsgeschäfte nach der Generalklausel des § 138 Abs. 1 BGB dem Grunde nach nichtig. Gleiches gilt im Verwaltungsrecht mit § 44 Abs. 2 Nr. 6 VwVfG für einen sittenwidrigen Verwaltungsakt. Im Strafrecht schließt eine Einwilligung in eine Körperverletzung nur dann die Strafbarkeit des Handelnden aus, wenn diese nicht gegen die guten Sitten verstößt (§ 228 StGB).
Im Wettbewerbsrecht wird der Begriff der guten Sitten seit 2004 nicht mehr verwendet. Davor waren ab 1889 Verstöße gegen die guten Sitten, sofern sie Handlungen zwecks Erlangung von Betriebs- und Geschäftsgeheimnissen betrafen, durch das Gesetz zur Bekämpfung des unlauteren Wettbewerbes strafbewehrt. Äquivalent dazu wird im Lauterkeitsrecht das Antonym Unlauterkeit, im Gesetz gegen den unlauteren Wettbewerb (UWG) unter dem Begriff des unlauteren Handelns konkretisiert, verwendet.
Das Patentrecht verbietet Patente, die gegen die guten Sitten verstoßen würden (PatG §2).

### Österreich
Wie in Deutschland sind die guten Sitten ein rechtlicher Begriff. Ein Verstoß gegen die guten Sitten ist rechtswidrig (§ 879 ABGB). Verträge, die gegen die guten Sitten verstoßen, sind nichtig. 
Auch im Strafrecht spielen die guten Sitten bzw. der Verstoß gegen solche eine Rolle. So sind Verletzungen, in die der Verletzte einwilligt, gemäß § 90 StGB gerechtfertigt. Nicht gerechtfertigt sind jedoch Verletzungen, die sittenwidrig sind. Die Sittenwidrigkeit (also der Verstoß gegen die guten Sitten) wird als ein „Widerspruch zur Empfindung aller recht und billig Denkenden“ angesehen.

### Schweiz
Der Begriff gute Sitten wird in der Schweiz im Artikel 20 des Obligationenrechts geregelt. Verträge, die gegen die guten Sitten verstoßen, sind rechtswidrig. Die Sittenwidrigkeit dient der Verhinderung der Ausführung von Verträgen, die den ethischen Wertvorstellungen großer Bevölkerungsteile widersprechen. Ein Vertrag muss, um sittenwidrig zu sein, nicht Rechtsnormen widersprechen; ausschlaggebend sind Verstöße gegen grundlegende Normen oder ethische Prinzipien des Rechtssystems. Sind einzelne Bedingungen eines Vertrages sittenwidrig, so sind nur diese nichtig. Die Sittenwidrigkeit nimmt jedoch keine Generalschutzfunktion der Vertragspartner ein, Vertragsfreiheit umfasst auch die Freiheit, schlechte Verträge abzuschließen.